# Julian Rijkhoff
Julian Dean Rijkhoff (* 25. Januar 2005 in Purmerend) ist ein niederländischer Fußballspieler. Der Stürmer steht bei Ajax Amsterdam unter Vertrag und ist Nachwuchsnationalspieler. In der Saison 2025/26 ist er an Almere City ausgeliehen. 

## Karriere

### Verein

#### Jugend in den Niederlanden und Deutschland
Als Siebenjähriger wechselte Rijkhoff innerhalb der Provinz Noord-Holland vom FC Purmerend in die renommierte Jugendakademie von Ajax Amsterdam. In der Hauptstadt gehörte er laut dem Portal Spox.com stets zu den besten Spielern der jeweiligen Jugendteams und soll auch häufiger Altersklassen übersprungen haben. In seinem ersten Jahr in der U17 schoss Rijkhoff in seinen ersten vier Saisonspielen neun Tore, allein vier beim 5:0 gegen das Team des SC Heerenveen, bevor die COVID-19-Pandemie die Saison vorzeitig beendete. Innerhalb dieses Zeitraums erhielt er als erster Spieler die vereinsinterne For-The-Future-Trophäe, welche seitdem monatlich an herausragende Juniorenspieler vergeben wird.
Mit 16 nahm der bereits 1,83 m große und vom Ex-Spieler Dick van Burik beratene Angreifer ein Angebot aus dem Nachbarland Deutschland an und ging zu Borussia Dortmund, laut dessen Geschäftsführer Hans-Joachim Watzke eine „Hochburg für Höchstbegabte“. Kurz zuvor hatte Ajax mit Sébastien Haller einen Mittelstürmer verpflichtet, der zum bis dahin teuersten Transfer des Vereins wurde. Die Ausbildungsentschädigung für Rijkhoff, der einen drei Jahre laufenden Vertrag erhielt, soll bei unter 200.000 Euro gelegen haben. Bereits in den Jahren zuvor hatte Ajax Spieler wie Donyell Malen, Dillon Hoogewerf oder Daishawn Redan, die man hatte halten wollen, an englische Klubs verloren, Malen landete im Sommer 2021 beispielsweise als Erwachsener auch beim BVB. Die niederländische Tageszeitung De Telegraaf machte einen Grund dafür in der Tatsache aus, dass Ajax’ damaligem sportlichem Leiter Marc Overmars kein technischer Direktor, der sich ausschließlich um die Nachwuchsspieler kümmern konnte, zur Seite stand. Spox bescheinigte dem Spieler, der als seine Vorbilder die Bundesligastürmer Robert Lewandowski und Erling Haaland – wie er klassische „Neuner“ – angab, eine ausgeprägte Athletik, eine gute Technik sowie eine ordentliche Ballbehandlung mit beiden Füßen.
Beim BVB wurde der Niederländer nach seinem Wechsel verfrüht in den Kader der A-Jugend integriert, wo er mit dem ähnlich effektiven Schweizer Bradley Fink eine Doppelspitze bildete. Ende November 2021 gewann das Duo mit seinen Mannschaftskameraden den NRW-Junioren-Ligapokal; beim 2:0 im Endspiel gegen den Revierrivalen Schalke 04 schoss Rijkhoff beide Tore. In der nur aus einer Einfachrunde bestehenden Ligasaison erzielte der Niederländer im Duell mit dem von Fortuna Düsseldorf, das mit 9:1 endete, fünf Treffer selber und war am Ende der regulären Saison mit 15 Toren der beste Torschütze der Weststaffel. Hierbei profitierte Rijkhoff, der mit der U19 des BVB vor dem Rivalen Schalke 04 Staffelmeister wurde, auch von dem Umstand, dass sein Sturmpartner Fink nach dem Jahreswechsel verstärkt in der U23 eingesetzt wurde. Nach einem 5:1 gegen Schalke im Endrundenhalbfinale, bei dem der Niederländer doppelt vor dem gegnerischen Tor erfolgreich war, verlor man das Rückspiel mit 0:1, zog aber trotz allem ins Endspiel um die Meisterschaft gegen Hertha BSC ein. In diesem erhielt aber wieder Fink den Vorzug, der gemeinsam mit Jamie Bynoe-Gittens für das letztendliche 2:1 sorgte, das Rijkhoff nur von der Bank aus verfolgen konnte.
Während Fink zur Saison 2022/23 fest in den Kader der U23 integriert wurde und schließlich Dortmund ganz verließ, schaffte Bynoe-Gittens gar den Sprung ins Bundesligateam. Aus der B-Jugend rückten hingegen die Angreifer Paris Brunner, Bismark Quayson und Noah Šimić auf. Bis zur Winterpause war Rijkhoff aber der mit Abstand wertvollste Offensivspieler des BVB, schoss 14 Tore und bereitete deren drei vor. In der Bundesliga blieb er mit seiner Mannschaft ungeschlagen und erzielte vier „Doppelpacks“, in der UEFA Youth League wurde die Zwischenrunde erreicht. Anfang 2023 einigten sich Verein und Spieler auf eine „langfristige“ Vertragsverlängerung, die Lars Ricken, Direktor des BVB-Nachwuchsleistungszentrums wie folgt kommentierte: „Julian hat sich in unserem Nachwuchsleistungszentrum sehr positiv entwickelt und ist fester Bestandteil der niederländischen U18-Nationalmannschaft. Wir sind froh, in ihm weiterhin einen Mittelstürmer im Kader zu haben, der konsequent Tore schießt und über eine ausgezeichnete Perspektive verfügt.“ Im März 2023 wurde Rijkhoff mit seiner Mannschaft erneut Meister der Staffel West, die nur in einer einfachen Runde ausgetragen wurde. Er kam in allen 15 Spielen zum Einsatz und wurde mit 15 Toren erneut Torschützenkönig. Auch in der UEFA Youth League war er mit sechs Punkten als bester Scorer entscheidend mit daran beteiligt, dass sein Team erneut das Viertelfinale erreichte. In diesem unterlagen die Dortmunder Hajduk Split im Elfmeterschießen, wobei Rijkhoff seinen Versuch verwandelte. Beim an die Staffelsaison anschließenden Meisterschafts-Halbfinalhinspiel gegen den Nordostmeister Hertha BSC schoss der Stürmer alle vier Tore des Spiels, davon drei innerhalb von nur acht Minuten. Das Endspiel gegen Mainz 05 verloren die jungen Dortmunder allerdings und konnten ihren Meistertitel somit nicht verteidigen.
Zu Beginn der Spielzeit 2023/24 stand der Niederländer in den ersten vier Spielen der U23 in deren Drittligakader, wurde aber von Trainer Jan Zimmermann nicht eingesetzt. Anschließend stieß Rijkhoff wieder zu den A-Junioren, bei denen mittlerweile Paris Brunner zum besten Torschützen avanciert war. Bis zur Winterpause schoss Rijkhoff vier Tore in der Youth League und überstand auch in seiner dritten Spielzeit in der Dortmunder A-Jugend mit selbiger die Gruppenphase. In der A-Junioren-Bundesliga ließ Trainer Mike Tullberg den Niederländer entweder neben Brunner im Sturm spielen oder hinter diesem als hängende Spitze agieren. Gemeinsam rangierten die beiden mit ihrer Mannschaft zur Winterpause auf Rang 1 und hatten bis dato nur ein Ligaspiel verloren. Rijkhoff gelang es zweimal, doppelt zu treffen und auch noch einen weiteren Treffer vorzubereiten.

#### Profi bei Ajax Amsterdam
Anfang Februar 2024 kehrte Rijkhoff zu seinem Ausbildungsverein Ajax Amsterdam zurück und unterschrieb dort einen bis Juni 2027 gültigen Profivertrag. Erstmals aktiv wurde er für den Hauptstadtklub, als er für dessen Jong Ajax genannte zweite Herrenmannschaft in der zweitklassigen Eerste Divisie auflief. Für diese absolvierte er jeweils in der Startelf stehend 13 Saisonspiele und schoss sechs Tore, für die erste Mannschaft spielte Rijkhoff sechsmal nach Einwechslungen in der Eredivisie. Ferner kam er zu seinen ersten Europacuppartien, als ihn Trainer John van ’t Schip jeweils kurz vor Spielende in der Europa Conference League einsetzte.

### Nationalmannschaft
Rijkhoff läuft seit der U15 für Nachwuchsmannschaften des KNVB auf. Für die U15 gelangen ihm beispielsweise bei seinem Debüt gegen Tschechien innerhalb von 19 Minuten drei Treffer.

## Erfolge
Borussia Dortmund
- Deutscher A-Junioren-Meister: 2022
- Meister der A-Junioren-Bundesliga West: 2022, 2023
- NRW-Junioren-Ligapokalsieger: 2021

Persönlich
- Torschützenkönig der A-Junioren-Bundesliga West: 2022, 2023 (je 15 Tore)